# Anglet
Anglet (in lingua basca è Angelu) è un comune francese di 39 034 abitanti situato nel dipartimento dei Pirenei Atlantici nella regione della Nuova Aquitania.
Vi si trova il convento di Notre-Dame du Refuge, casa madre e generalizia delle Ancelle di Maria.

## Società

### Evoluzione demografica
Abitanti censiti

## Immagini di Anglet

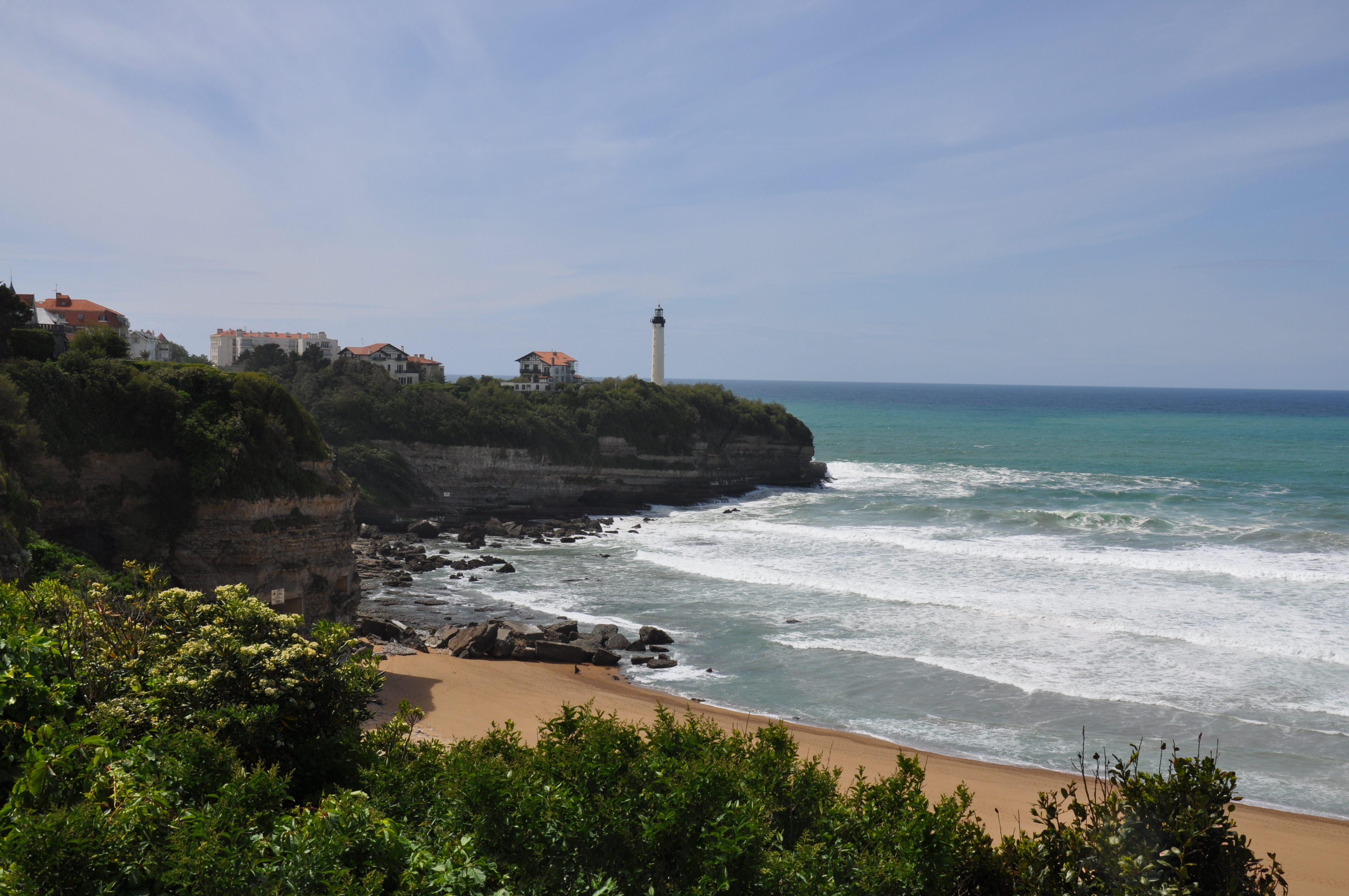
Spiaggia della chambre d'amour ad Anglet
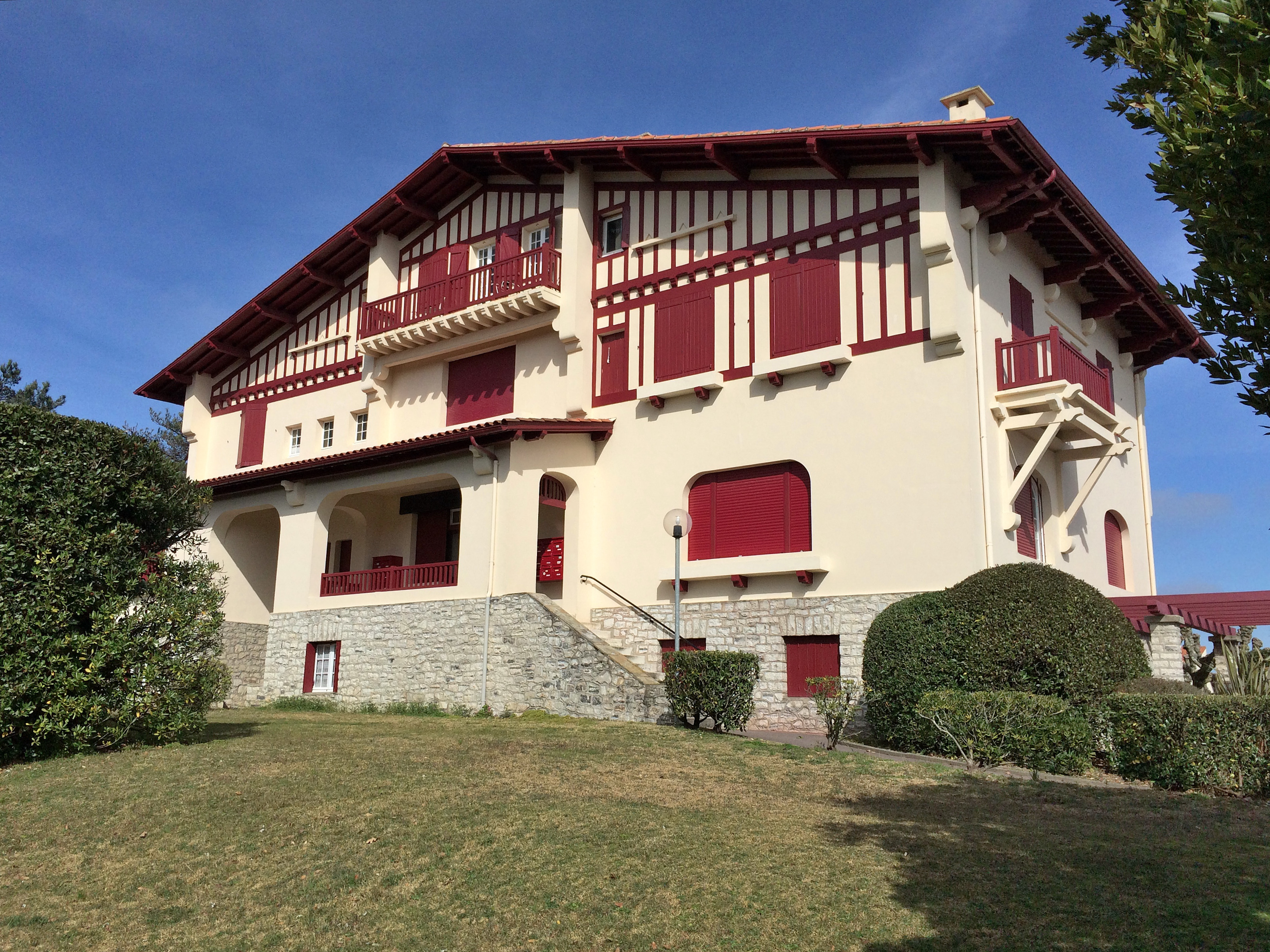
Villa neo-basca Irintzina dell'architetto Henri Godbarge
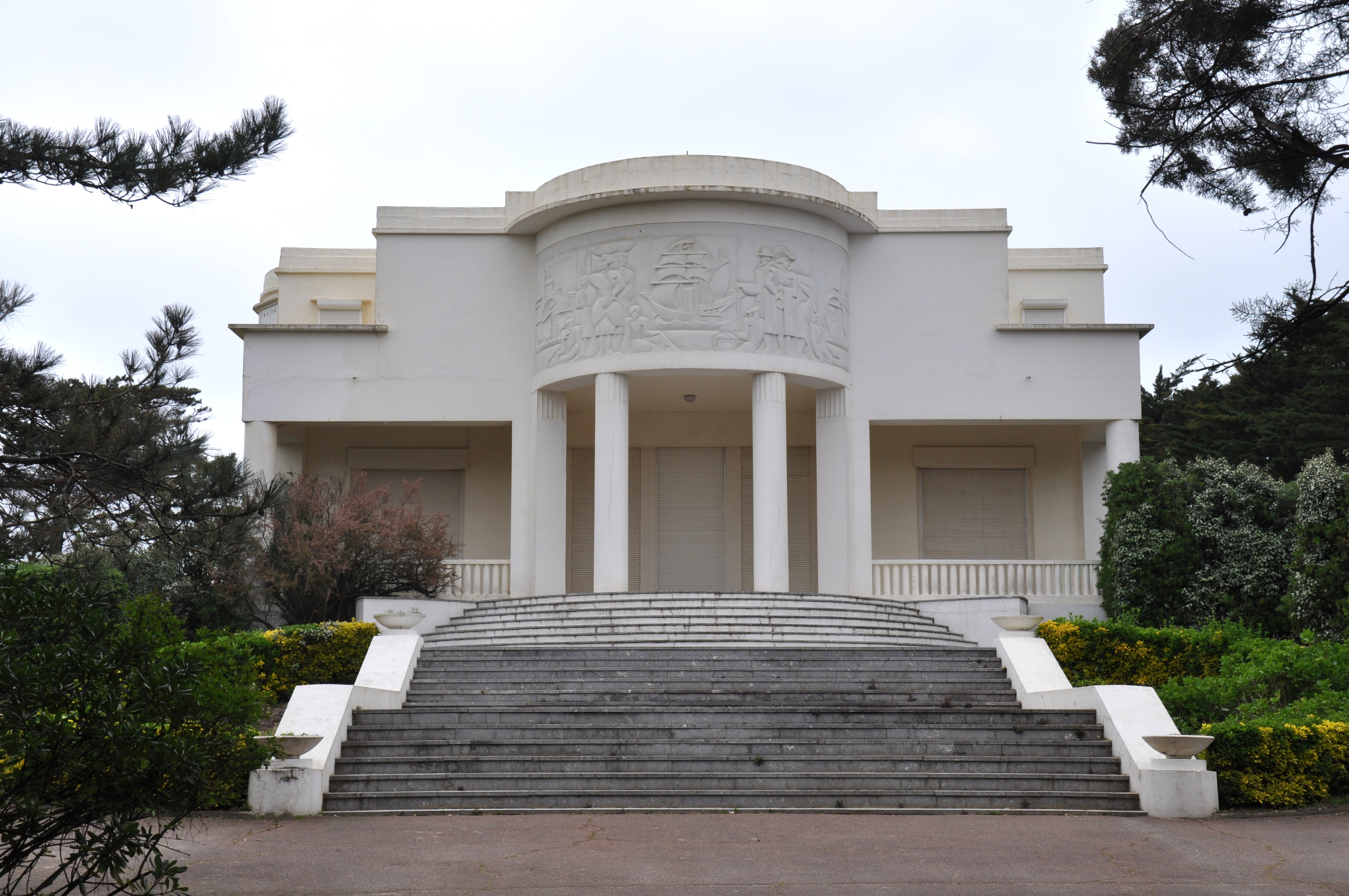
Villa Souzanna (1928/1930), opera degli architetti Minache e d'Ault con un affresco di Joel e Jan Martel - Quartiere Chiberta.
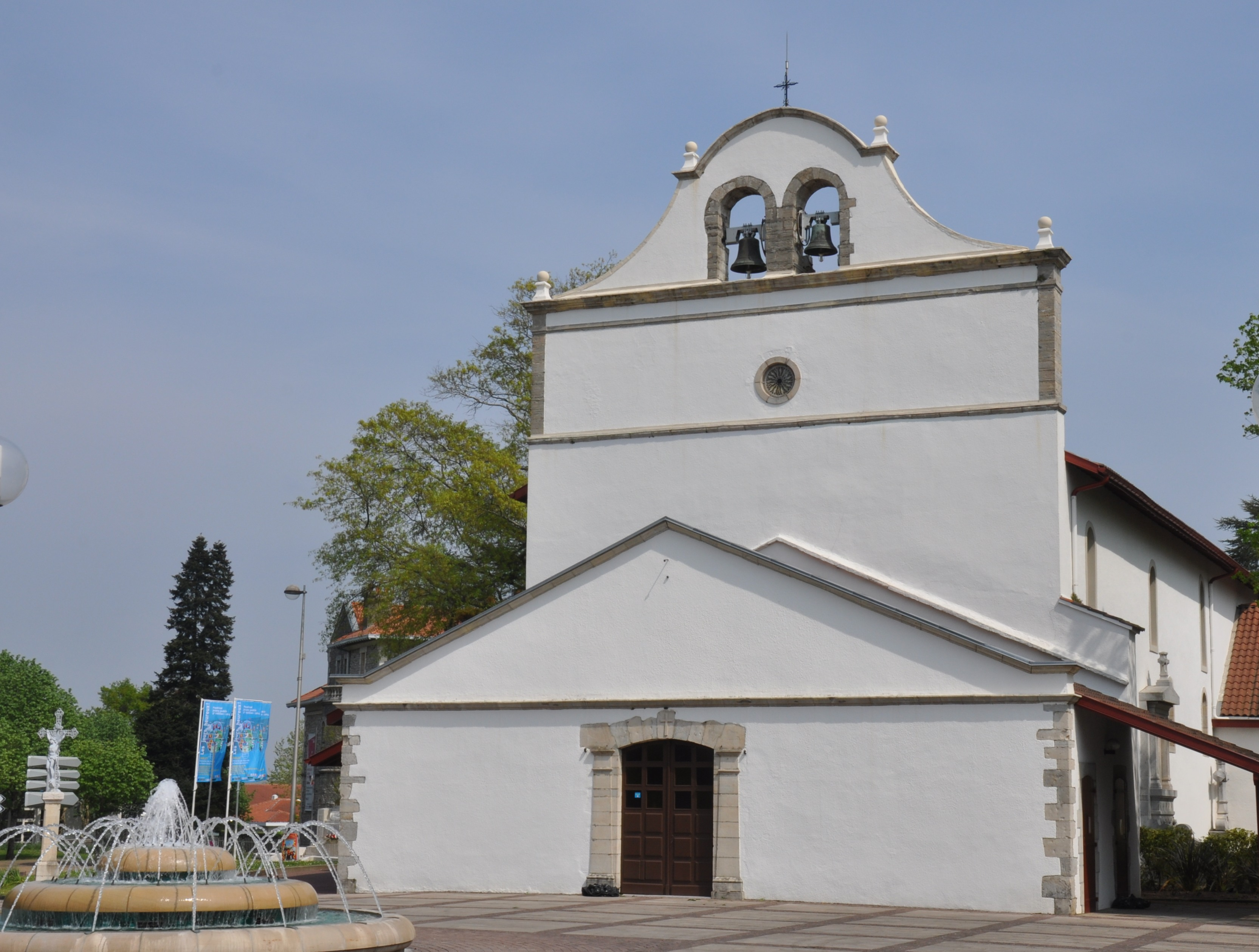
La chiesa di San Leone
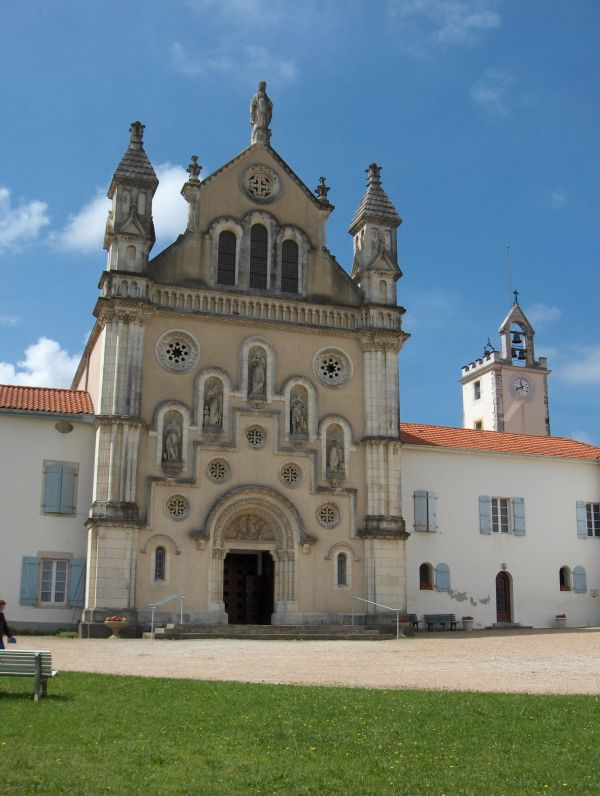
Cappella di Notre Dame du Refuge
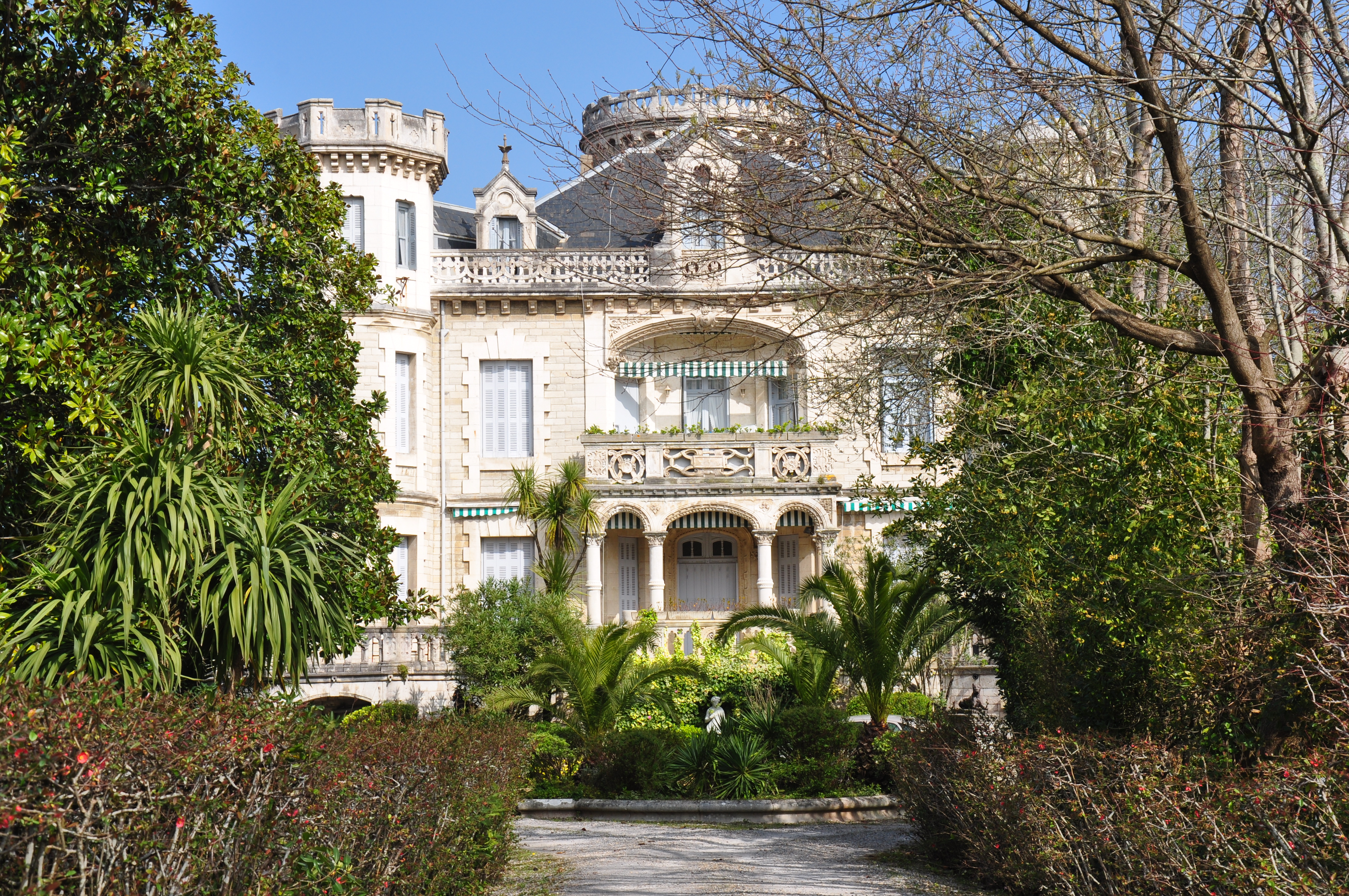
Villa Sofia, abitata dalla principessa Yourievsky, moglie dello zar Alessandro II di Russia.
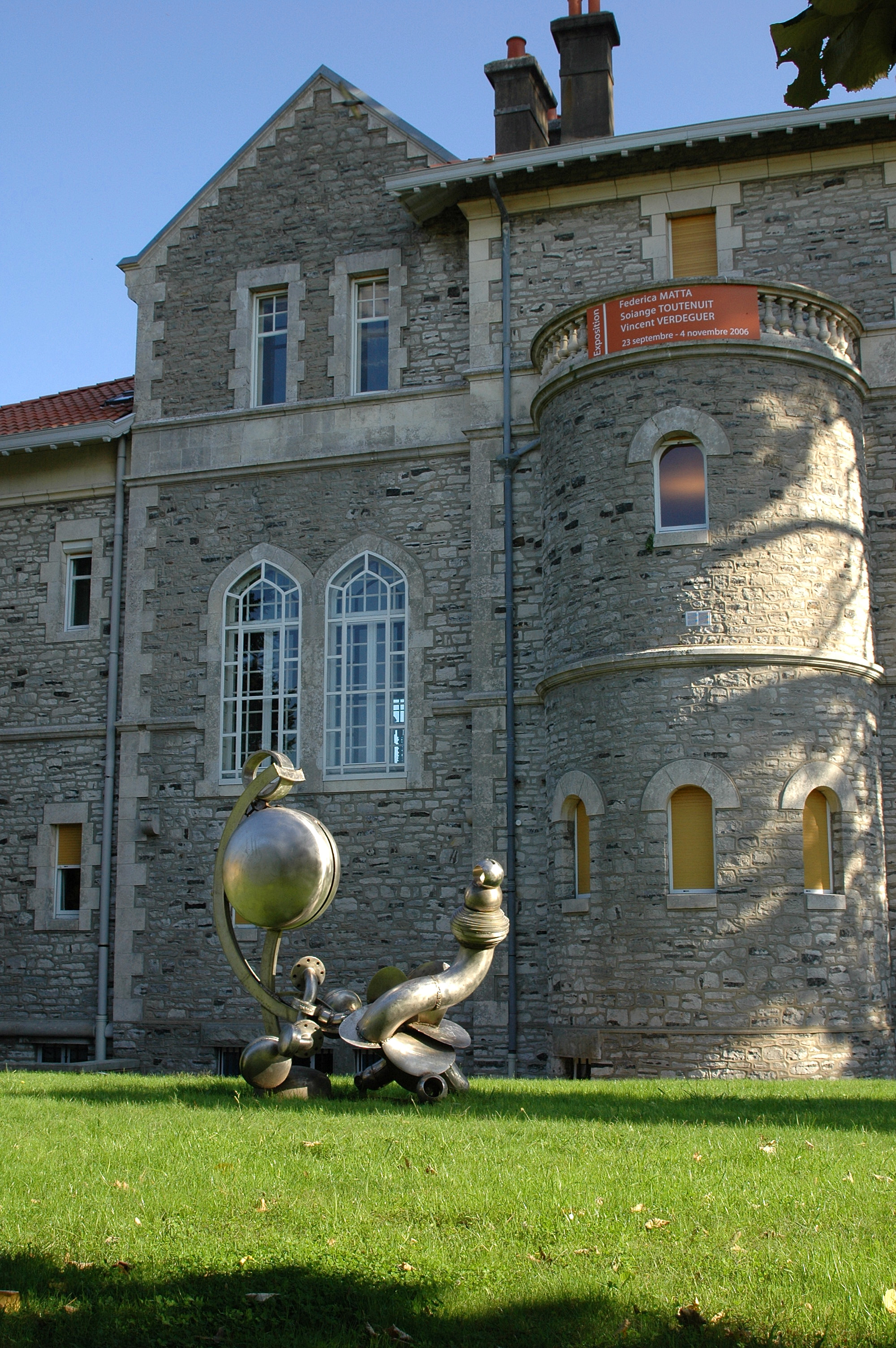
Villa Beatrix - Enea
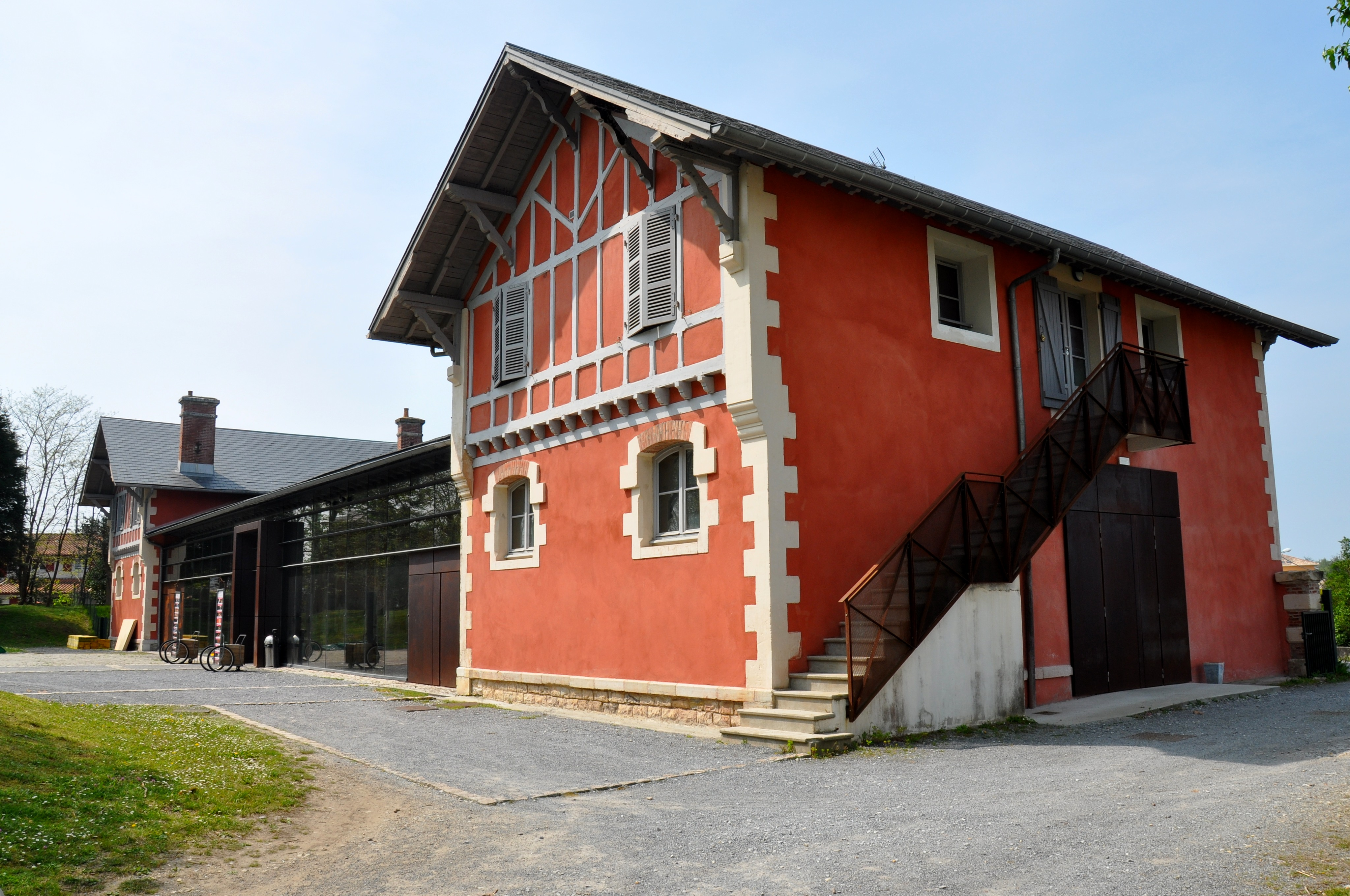
Le scuderie di villa Baroja, costruite nel 1876 da una famiglia di origine messicana, i Santo Suarez, la villa di Barroja fu riacquistata nel 1899 da Joaquim de la Gandara y Navarro, marchese di Baroja.